# Zelfportret met halsberg
Zelfportret met halsberg is een schilderij van Rembrandt in het Germanisches Nationalmuseum in Neurenberg.

## Voorstelling
Het stelt een borststuk van Rembrandt voor, naar rechts gewend en de toeschouwer aankijkend. Hij draagt een halsberg, een deel van een harnas dat de hals beschermt, met daarover een witte kraag. Hij heeft een weelderige haardos met rechts een lovelock.

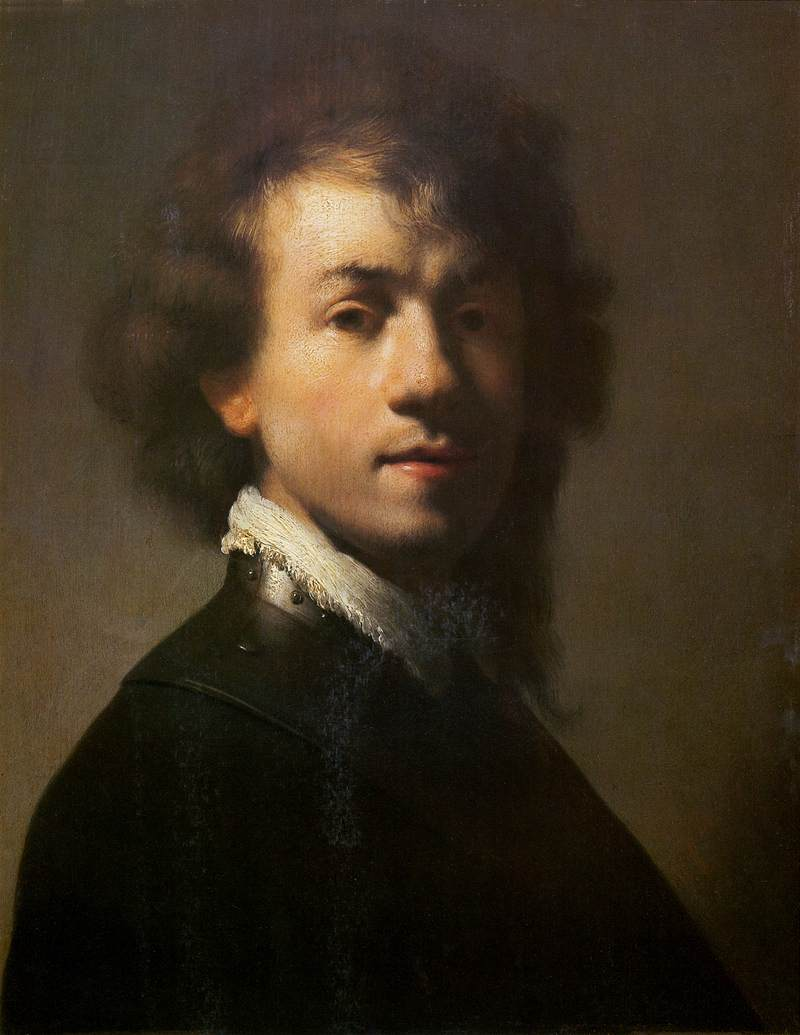
Naar Rembrandt. Portret van Rembrandt met halsberg. Na ca. 1629. Den Haag, Mauritshuis.

Het schilderij wordt omstreeks 1629 gedateerd. De meeste zelfportretten uit die tijd laten de schilder in burgerkleding zien, bijvoorbeeld het Zelfportret van Wybrand de Geest in het Fries Museum in Leeuwarden. Rembrandt heeft zich echter verkleed in een fictief kostuum met het kapsel van een adellijk persoon of een officier. Mogelijk is het werk niet alleen als zelfportret bedoeld, maar ook als tronie.

## Toeschrijving
Het schilderij werd vroeger als kopie gezien van een paneel in het Mauritshuis in Den Haag. In 1991 draaide de Duitse kunsthistoricus Claus Grimm deze toeschrijving om. Hij zag het exemplaar in Neurenberg als het origineel en dat in Den Haag als kopie. Volgens hem sluit het exemplaar in Neurenberg stilistisch nauwer aan bij het werk van Rembrandt dan dat in Den Haag. Tijdens de voorbereidingen voor de tentoonstelling Rembrandt zelf werd door middel van infraroodreflectografie op het Haagse werk een ondertekening ontdekt, die ongebruikelijk is voor Rembrandts manier van werken. Hiermee was sluitend bewijs gevonden voor Grimms hypothese.